# June Carlsson
June Barbro Carlsson Ekendahl, född Carlsson 30 januari 1945 i Stockholm, död 28 december 2015 i Täby Kyrkby, var en svensk journalist. Hon verkade under 1970- och 80-talet som nyhetsjournalist och programledare på Sveriges Television.

## Biografi
June Carlsson var journalist och programledare vid Sveriges Television fram till 1987, bland annat i olika omgångar vid Aktuellt, Studio S och 20:00. Hon började sin bana inom radion som 21-åring, men rekryterades snart till Aktuellt som programledare.
Vid den tiden hade Aftonbladet en löpsedel med texten "Flicka tar över Aktuellt". June Carlsson gick i bräschen för kvinnorna inom etermedier; hon var den första kvinnan på många poster, både som programledare och arbetsledare. Under jämställdhetsdebatten på 1970-talet sade hon bland annat att nyhetsprogrammen på TV var gjorda "av män, med män, för män".
Carlsson fortsatte i början av 1980-talet sin karriär på Sveriges Television genom att bli programledare på "Studio S" som under tvåkanalsystemets tid var det tongivande samhällsmagasinet på TV. Hon arbetade bland annat tillsammans med projektledaren Erik Eriksson samt Göran Elwin och Tom Alandh.
År 1986 var June Carlsson med och skapade programmet 20:00, tillsammans med Lars Weiss. Programmet sändes direkt på onsdagar med June Carlsson som programledare. Med i programmen var också Stina Dabrowski som gjorde intervjuer med kända och/eller viktiga personer.
År 1987 startade hon ett eget produktionsbolag, June Carlsson Mediaproduktion AB, och producerade sedan videoserien Människans barn som bestod av 15 filmer och beskriver barns utveckling. Serien har använts i många kommuner i Sverige, och i viss mån i Norge, inom mödravården, daghem och i andra sammanhang. 
June Carlsson verkade under många år som konsult inom kommunikation, konferenser och ledarskapsutveckling. Hon var under en tid partner i konsultföretaget Oxford Leadership Academy som hade både världsomspännande företag och statschefer som kunder.

### Familj
Carlsson hade tre barn. Hon var sedan 1981 gift med journalisten Staffan Ekendahl. Hon avled i december 2015 i sviterna av bröstcancer. Hon ligger begravd i Täby kyrkbys södra begravningsplats, Stillheten.

## Filmografi
- 1969 – Åsa-Nisse i rekordform
- 1979 – Vad händer...?
- 1981 – Sopor
- 1981 – Babels hus (TV-serie)